# Голдън Вали
Вижте пояснителната страница за други значения на Голдън Вали.
Голдън Вали (на английски: Golden Valley) е град в окръг Хенепин, Минесота, Съединени американски щати. Намира се на 10 km северозападно от центъра на Минеаполис. Населението му е 21 520 души (по приблизителна оценка от 2017 г.).
В Голдън Вали е родена актрисата Кели Линч (р. 1959).